# Agriotes gallicus
Agriotes gallicus es una especie de escarabajo del género Agriotes, tribu Pomachiliini, familia Elateridae. Fue descrita científicamente por Lacordaire en 1835.
Se distribuye por Suiza, Francia, Alemania, Países Bajos, Luxemburgo, Austria, Bélgica, Italia y España. La especie se mantiene activa durante los meses de enero, marzo, abril, mayo, junio, julio, agosto, septiembre y octubre.